# Nikola Kljusev
Nikola Kljusev (Štip, 2. listopada 1927. – Skoplje, 16. siječnja 2008.), bio je makedonski političar, prvi predsjednik Vlade Makedonije, u službi od 27. siječnja 1991. do 17. kolovoza 1992.
Završio je Ekonomski fakultet u Beogradu, a 1964. i doktorirao. Bio je istraživač i direktor Ekonomskog instituta u Skoplju, profesor i dekan skopskog ekonomskog fakulteta. Član je Makedonske akademije znanosti i umjetnosti od 1988.
Pridružio se VMRO-DPMNE, a bio je vođa Savjeta stranke do 1997.
Ministar obrane od 1998. do 2000.